# Андорра на зимних Олимпийских играх 1988
Андорра принимала участие в Зимних Олимпийских играх 1988 года в Калгари (Канада), но не завоевала ни одной медали. Делегация состояла из 4 спортсменов (2 мужчин 2 женщины), принявших участие в 6 соревнованиях одного вида спорта. Самый молодой спортсмен сборной — Наум Оробит (пол. Nahum Orobitg) в возрасте 16 лет, самый старший — Клаудина Россель (пол. Claudina Rossel) в возрасте 18 лет.

## Горнолыжный спорт
Мужчины
| Спортсмен                         | Вид               | Заезд 1         | Заезд 2         | Итого           | Итого |
| Спортсмен                         | Вид               | Время           | Время           | Время           | Место |
| --------------------------------- | ----------------- | --------------- | --------------- | --------------- | ----- |
| Жерар Эскода (пол. Gerard Escoda) | Супергигант       |                 |                 | Не финишировал  | –     |
| Наум Оробит (пол. Nahum Orobitg)  | Супергигант       |                 |                 | 1:53,22         | 38    |
| Жерар Эскода (пол. Gerard Escoda) | Гигантский слалом | 1:13,84         | Дисквалификация | Дисквалификация | –     |
| Жерар Эскода (пол. Gerard Escoda) | Слалом            | Дисквалификация | –               | Дисквалификация | –     |

Женщины
| Спортсмен                               | Вид               | Заезд 1 | Заезд 2         | Итого           | Итого |
| Спортсмен                               | Вид               | Время   | Время           | Время           | Место |
| --------------------------------------- | ----------------- | ------- | --------------- | --------------- | ----- |
| Сандра Грау (пол. Sandra Grau)          | Супергигант       |         |                 | 1:33,65         | 40    |
| Клаудина Россель (пол. Claudina Rossel) | Супергигант       |         |                 | 1:30,78         | 38    |
| Сандра Грау (пол. Sandra Grau)          | Гигантский слалом | 1:10,01 | 1:19,22         | 2:29,23         | 26    |
| Клаудина Россель (пол. Claudina Rossel) | Гигантский слалом | 1:06,16 | Не финишировала | Не финишировала | –     |
| Сандра Грау (пол. Sandra Grau)          | Слалом            | 1:00,09 | 58,35           | 1:58,44         | 23    |